# Phoenicoprocta steinbachi
Phoenicoprocta steinbachi là một loài bướm đêm thuộc phân họ Arctiinae, họ Erebidae.